# Anticyclone des Açores
Pour les articles homonymes, voir Anticyclone (homonymie).
L’anticyclone de l'Atlantique Nord, plus connu sous les noms d’anticyclone des Bermudes aux États-Unis et d’anticyclone des Açores en Europe et en Afrique désigne une grande région subtropicale semi-permanente située dans l’océan Atlantique Nord, autour de 30°N, où en moyenne se trouve une zone de haute pression atmosphérique,  soit un anticyclone. Ceci ne veut pas dire que la position et l'intensité de ces anticyclones soient permanentes, mais que l’on retrouve un anticyclone sur les cartes décrivant la moyenne mensuelle de la pression. 
Ce centre d'action fait partie de la ceinture anticyclonique subtropicale appelée crête subtropicale. L'anticyclone de l'Atlantique Nord, faisant partie de la crête subtropicale dirige des alizés, c'est-à-dire les vents dominants des régions tropicales qui sont au départ très secs mais qui s'humidifient rapidement en passant au-dessus de l'océan Atlantique, ainsi que des vents d'ouest, les vents dominants des latitudes moyennes qui eux aussi sont au départ très secs puis très humides à la fin de leur trajet. Le système influence la météorologie et la climatologie de grandes régions telles que l'Est des États-Unis, l'Europe de l'Ouest ou encore l'Afrique du Nord. Le centre de ce système se déplace saisonnièrement entre les Bermudes (été-automne) et les Açores (printemps-hiver), d'où ses différents noms. En été, lorsque l'anticyclone de l'Atlantique Nord se renforce, la pression atmosphérique en son centre tourne autour de 1024 hPa. 

## Formation

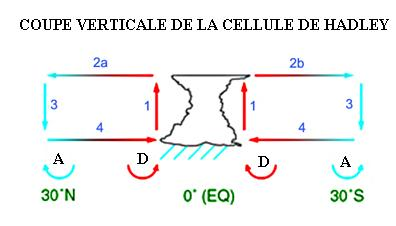
Les cellules de Hadley transportent chaleur et humidité des tropiques vers les latitudes moyennes.

Dans la région des latitudes des chevaux, soit dans la région en général entre 30 et 35 degrés de latitude nord ou sud, se retrouve une zone où des hautes pressions prédominent largement durant une partie importante de l'année. Sur les cartes de moyenne de pression mensuelle, il est possible de voir des centres anticycloniques mais la position centrale réelle peut varier de jour en jour. C'est ce qui s'appelle des anticyclones semi-permanents. 
Cette région marque la partie descendante des cellules de Hadley. En effet, près de l'équateur, où la force de Coriolis est assez faible, une circulation atmosphérique directe de l'air s'établit. Dans les bas niveaux de l'atmosphère, la différence de température entre l'équateur et les régions plus au nord moins réchauffées donne lieu à la zone de convergence intertropicale où l'air plus chaud se soulève à cause de la convergence et de la poussée d'Archimède. Par la suite, cet air se refroidit en altitude et redescend plus au nord et au sud. Le tout selon le diagramme ci-contre. L'anticyclone des Açores est l'un de ces systèmes dont le centre moyen varie, grosso modo, entre les Açores et les Bermudes selon les saisons.

## Effets et temps associé
La dynamique atmosphérique entrainant des modulations dans les constantes météorologiques des régions influencées par cet anticyclone est appelée oscillation nord-atlantique.

### Côte est des États-Unis
En période estivale, l'anticyclone de l'Atlantique Nord prend le nom d'anticyclone des Bermudes quand il s'approche de ces îles et s'étend fréquemment en direction de la côte est des États-Unis en étirant une crête barométrique généralement après le solstice d'été. La présence de l'anticyclone y garantit un temps largement ensoleillé mais son influence ne s'arrête pas là. En effet, l'anticyclone des Bermudes apporte de la chaleur et de l'humidité car il transporte de l'air tropical maritime en provenance des Antilles sur son flanc nord. Cela explique les épisodes de canicule prévalant sur l’est de l’Amérique du Nord plusieurs semaines durant l'été. Sur son flanc sud, où les vents sont d'est, les ondes tropicales sortant d'Afrique peuvent générer des cyclones tropicaux qui frapperont les Antilles ainsi que l’Amérique centrale et celle du Nord.

### Europe de l'Ouest

Carte météorologique animée de l'Atlantique Nord où l'anticyclone des Açores (A) et la dépression d'Islande régissent les climats de l'Europe.

L'anticyclone de l'Atlantique Nord, plus connu en Europe sous le nom d'anticyclone des Açores, se déplace de l'hiver au printemps vers la péninsule Ibérique mais parfois en été également. En été, l'anticyclone étire une crête barométrique jusqu'à la Cornouaille, donnant des vents d'ouest qui repoussent les dépressions plus au nord ce qui apporte aux régions allant de l'Angleterre au centre de l'Europe un temps ensoleillé. Il achemine ainsi de l'air tropical venu des Antilles qui a subi un léger refroidissement à la base en passant sur l'océan Atlantique.
L'anticyclone joue également un rôle important pour la météorologie de l'Europe en hiver, puisqu'il peut amoindrir le refroidissement. Alors que, plus au sud, il apporte de l'air maritime saturé sous une inversion de température dans la basse troposphère vers les côtes européennes. Le ciel est alors plutôt gris (brouillard et/ou nuages bas), accompagnées d’un peu de bruine ou de quelques flocons.

### Afrique du Nord
L'anticyclone des Açores influence également la météorologie et la climatologie de l'extrême nord de l'Afrique. Au nord-ouest, il dirige sur la côte occidentale du continent des courants d'air maritime : l'alizé atlantique. Il est en partie responsable de l'aridité de l'ouest du  Sahara et de la sécheresse estivale caractéristique du bassin méditerranéen.